# 恒源祥十二生肖广告
恒源祥十二生肖广告通常指一则2008年春节期间的电视广告，于东方卫视等电视台密集播出，用于宣传恒源祥品牌，其广告内容因仅有简单重复十二生肖而广受争议。2009年，恒源祥又推出了新版十二生肖广告，内容有大幅改动，同样引发了大量争议。

## 背景
恒源祥是恒源祥（集团）有限公司的注册商标，曾于2006年11月被中华人民共和国商务部认定为中华老字号。1991年，恒源祥开始投放电视广告。由于当时电视台只提供15秒广告，恒源祥将5秒的广告重复播放三次，内容为“恒源祥，绒线羊毛衫”。1992年，恒源祥在中国中央电视台投放了“恒源祥，发羊财”的5秒广告，但是由于这一广告受到投诉，广告词被改为“恒源祥，羊羊羊”。其中，“恒源祥”三字由男性念出，一字一顿；而“羊羊羊”是三声童音。这一“羊羊羊”在此后十数年中深入人心，被恒源祥认为是其独特的声音商标。

## 内容
2008年春节期间，恒源祥投放了为时1分钟的十二生肖广告
。其广告背景是一个静态画面，左方为2008年夏季奥林匹克运动会（北京奥运会）会徽，右方为恒源祥的商标。广告词是“恒源祥，北京奥运会赞助商，鼠鼠鼠”，其中“恒源祥”仍为男声一字一顿，“鼠鼠鼠”也是和“羊羊羊”类似的童音。此广告词重复12遍，只有生肖从“鼠鼠鼠”变换到“猪猪猪”，同时在画面中闪现出相应生肖的卡通画面。这一广告从2008年2月8日除夕起在东方卫视等电视台黄金时段播放，至正月十五停播为止，共播出了近200次。
2009年春节期间，恒源祥再次推出为时1分钟的真人版十二生肖广告。在这一广告中，十二个人各自打扮成十二生肖的卡通形象，并以夸张的语调说出广告语，如“我属牛，牛牛牛”等。其中，“牛牛牛”等三字叠词改变了原有的童音，由演员以“牛牛、牛”的节奏说出。另外，不同于2008年的广告，在这一广告末尾，有单独的一句“不管你属啥，我和你都是一家人”。

## 争议
2008年，恒源祥十二生肖广告甫一推出，即引起很大反响，有“电视机卡带”、“中病毒”等说法，有观众表示一开始以为是“卡了”，后来“很可笑”，最后“觉得难受，想用头去撞墙”。相关业内人士对此的评价褒贬不一。有评价认为此广告缺乏创意，使人反感，不利于恒源祥这一定位于中高层人群的品牌美誉度；但同时也有评价认为此广告成功引起大家注意，从效果上来说十分成功，同时没有违法，属于正常的商业行为。
2008年2月17日，恒源祥在北京召开说明会，对各方反响进行了回应。恒源祥方面表示，广告的初衷是为了博观众一笑，重复多次只是为了加强记忆，成功突出了企业作为奥运会赞助商的地位；而投放这一广告准备已久，对此广告的批评都在预料之中，同时也进行过风险评估，不会造成消费者的抵制。
2009年的真人版十二生肖广告同样引发了大量类似的争议。恒源祥方面回应表示已认识到2008年“可能有些简单”，但是认为广告所表现的内容没有问题，并将推广十二生肖文化作为恒源祥的任务，基于此在征求各方意见后推出了真人版十二生肖广告。